# Affresco absidale di San Cristoforo al Naviglio
L'affresco absidale di San Cristoforo al Naviglio si trova nell'omonima chiesa a Milano.

## Descrizione
La parte absidale della chiesa più antica di San Cristoforo è inquadrata dall'arco a sesto acuto della chiesa trecentesca. Questo arco trionfale, gotico, è in realtà inserito otturando in parte un'originaria e più grande arcata a tutto sesto romanica, di cui sono visibili alcune parti in alto sopra la chiave dell'arco. L'arco più grande è una delle poche parti rimaste della precedente e scomparsa chiesa romanica. Tale chiesa venne probabilmente demolita a seguito dei danneggiamenti subiti per le deviazioni dei corsi d'acqua incanalati nel sistema ordinato dei navigli, dei quali il Ticinese passava accanto alla chiesa.
La zona presbiteriale dall'arco trionfale all'abside è ricoperta da affreschi di scuola luinesca.
Gli affreschi cominciano dall'arco trionfale, che risulta pertanto una parziale otturazione. Esso fu affrescato tra la fine del Quattrocento e l'inizio del Cinquecento con questa nuova serie di affreschi. Nell'intradosso dell'arcone ogivale è la serie di tondi visti prospetticamente in cui sono insieriti santi emergenti a mezzo busto. Analoga soluzione per medaglioni ad "oblò" la troviamo ad esempio nella coeva e recentemente restaurata biblioteca di Santa Maria Incoronata a Milano.
Sul fronte dell'arcone trionfale gotico corre un motivo di ornato affrescato, costituito da complessi girali in monocromo su sfondo scuro, di poco posteriori ai tondi con santi dell'intradosso.
Nel catino absidale affreschi della stessa scuola luinesca raffigurano al centro il Padre Eterno e ai suoi lati i simboli dei Quattro Evangelisti. Sono inseriti in una composizione a cinque scomparti, definiti da cornici orizzontali e verticali viste prospetticamente a parte, sul vuoto del cielo che fa loro da sfondo.
Il Padre Eterno siede sulla nuvola da cui emergono i cherubini, sotto ad essa tre angioletti mostrano due ai lati il testo dove sono confermate le scritture e quello al centro un lungo cartiglio, sempre di riferimento ai sacri testi. La cornice che divide questa figure è decorata nel gusto del Rinascimento tardoquattrocentesco lombardo, con motivi a candelabra. Le figure del Tetramorfo occupano ognuna buona parte del riquadro loro riservato lasciando spazio allo sfondo del cielo.
Il registro inferiore, nel quale le monofore originarie gotiche sono oggi riemerse dalle incorniciature rettangolari rinascimentali, mostra a grandezza naturale quattro figure di santi, patroni di Milano e dei Visconti, i due al centro essendo Giovanni Battista e Giacomo, ai lati le Sante Caterina da Siena e Cristina.